# Натрій-калієвий сплав

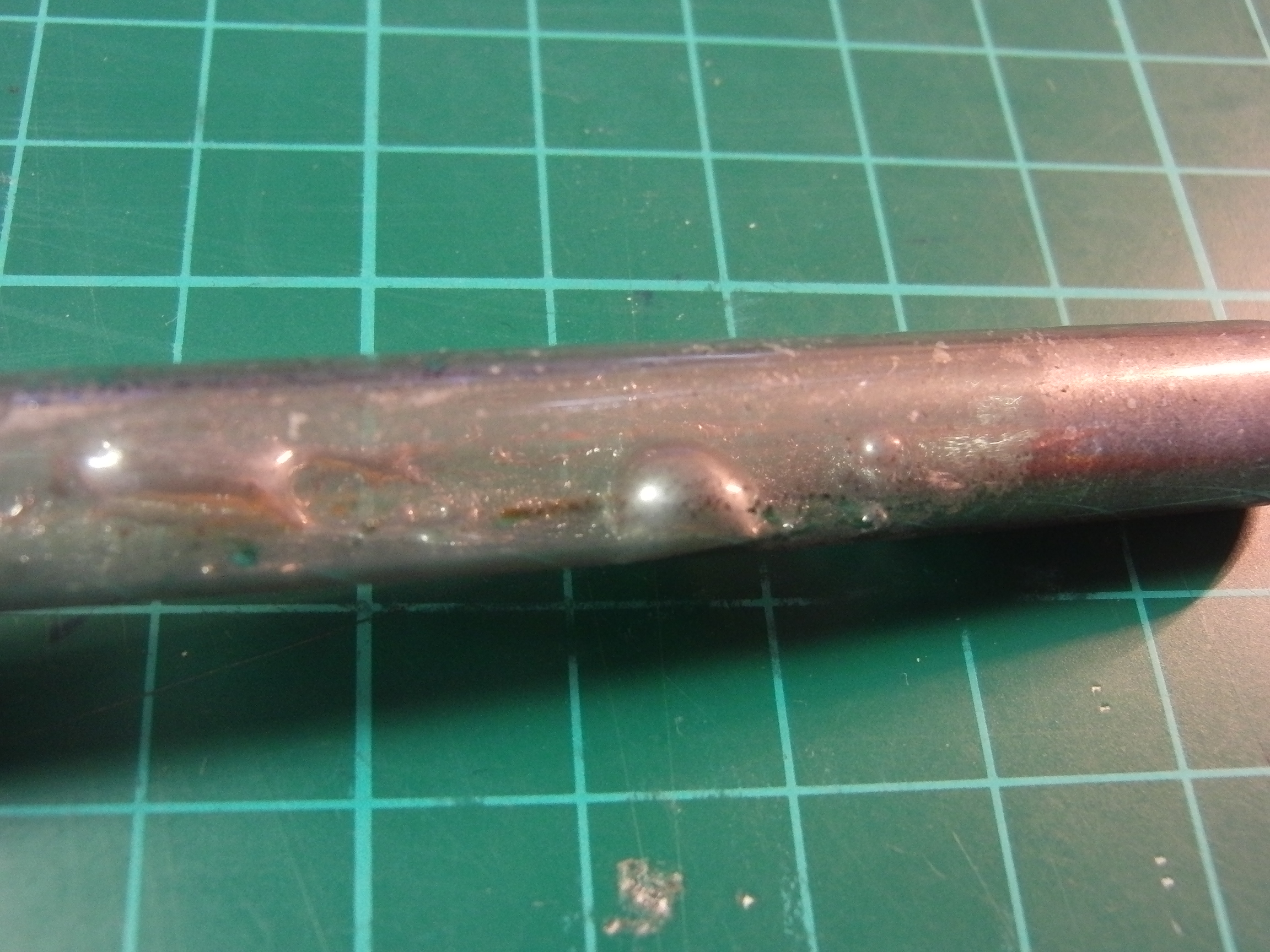

Діаграма стану системи калій-натрій

NaK — легкоплавкий сплав, що складається з натрію і калію.
Хімічно агресивний, може займатися на повітрі. Евтектика має склад 77,2 % K і 22,8 % Na і залишається рідкою в діапазоні температур від -12.6 до 785°С. Густина евтектики 866 кг/м3 при 21 °С та 855 кг/м3 при 100 °С. Сплав залишається рідким при кімнатній температурі при масової частці калію в сплаві від 40 % до 90 %.

## Застосування
В якості теплоносія ядерних реакторів. Зокрема практично всі ядерні реактори космічних апаратів використовували цей теплоносій. Також існували проекти ядерних реактивних двигунів і реакторів з використанням пари сплаву.
В потужних електричних машинах як рідиннометалевий контакт між стаціонарною і рухомою частиною струмопроводу.
Сплав калію і натрію використовувався як каталізатор для гідрогенізації; як відновник у виробництві титану.

## Отримання
Сплав отримують взаємодією розплавленого Na з рідким їдким калієм за температури 400-450 °С або взаємодією парів Na з рідким хлоридом калію за температури 850-900 °С.